# Isère Rhodanienne
Le nom Isère Rhodanienne désigne un des 13 territoires de l'Isère. 
Cette division du département permet de trouver une maison du Conseil général implantée sur chaque territoire au plus proche de chaque isérois, afin d'« être plus réactif, simplifier les démarches et faciliter le traitement des dossiers  » (Cf.: Site du Conseil Général de l'Isère )
La maison du Conseil général se situe à Vienne sur ce territoire; les communes qui en dépendent sont:
- Agnin
- Anjou
- Assieu
- Auberives-sur-Varèze
- Bougé-Chambalud
- Chanas
- Chasse-sur-Rhône
- Cheyssieu
- Chonas-l'Amballan
- Chuzelles
- Clonas-sur-Varèze
- Estrablin
- Eyzin-Pinet
- Jardin
- La Chapelle-de-Surieu
- Le Péage-de-Roussillon
- Les Côtes-d'Arey
- Les Roches-de-Condrieu
- Moidieu-Detourbe
- Pont-Évêque
- Reventin-Vaugris
- Roussillon
- Sablons
- Saint-Alban-du-Rhône
- Saint-Clair-du-Rhône
- Saint-Maurice-l'Exil
- Saint-Prim
- Saint-Romain-de-Surieu
- Saint-Sorlin-de-Vienne
- Salaise-sur-Sanne
- Septème
- Serpaize
- Seyssuel
- Sonnay
- Vernioz
- Vienne
- Ville-sous-Anjou
- Villette-de-Vienne

## Source
Site du Conseil Général de l'Isère